# کلت سفلی
کلت سفلی، روستایی است از توابع بخش قطور و در شهرستان خوی استان آذربایجان غربی ایران.

## جمعیت
این روستا در دهستان قطور قرار داشته و بر اساس سرشماری سال ۱۳۸۵ جمعیت آن ۴۸۵ نفر (۸۷ خانوار)
بوده‌است.